# آيس كمبات 3: إليكتروسفاير
آيس كمبات 3: إليكتروسفاير (بالإنجليزية: Ace Combat 3: Electrosphere)، هي لعبة فيديو تهتم بمحاكاة المقاتلة الجوية، طورتها ونشرتها شركة نامكو، تم إصدارها في الأسواق العالمية عام 1999 لصالح منصة بلاي ستيشن، وتعتبر الجزء الرئيسي الثالث من سلسلة ألعاب أيس كمبات.

## اللعب
هي لعبة فيديو لمحاكاة الطيران القتالي. مثل سابقاتها، يتم تقديمها بتنسيق أكثر شبهاً بالأروقة على عكس ألعاب الفيديو الأخرى التي تستخدم شريحة الطيران. يقوم اللاعبون بقيادة واحدة من 23 طائرة مختلفة عبر أربعة فصائل منفصلة ويجب عليهم إكمال مجموعة مختارة من 52 مهمة في اللعبة اعتمادًا على فصيلهم. تتراوح هذه المهام من تدمير أسراب الأعداء إلى حماية القاعدة من نيران العدو. يتم تصنيف أداء اللاعب من مقياس الحروف A إلى D، والذي يتم تسجيله في مخطط على شاشة العنوان. تضيف هذه الدفعة العديد من الآليات الجديدة إلى طريقة اللعب الأساسية في السلسلة. إحدى هذه الميزات هي القدرة على الطيران بمركبة فضائية، مع القيام بمهمة واحدة فوق الأرض في الفضاء الخارجي. يمكن للاعبين مشاهدة عمليات الإعادة الفورية لأفضل عمليات القتل التي قاموا بها في نهاية كل مهمة. يمكن اختيار عدد محدود من الطائرات والأسلحة للمهام القليلة الأولى، ولكن يمكن استخدام واحدة فقط في النصف المتبقي من اللعبة. تحتوي المهمات أيضًا على أحاديث إذاعية من كل من فصيل اللاعب والفصائل المعارضة. يمكن للاعب تدوير الكاميرا الخاصة به بزاوية 360 درجة حول مقاتله لرؤية ما خلفه أو الحصول على رؤية أفضل للمستوى. تتميز النسخة اليابانية من اللعبة بمحتوى إضافي غير موجود في الإصدارات الدولية. وأبرزها مسارات المرحلة المتفرعة؛ اعتمادًا على الإجراءات التي يقوم بها اللاعب في أقسام معينة من اللعبة، ستتغير الحبكة بناءً على نتيجة هذا القرار، مما يؤدي إلى واحدة من خمس نهايات محتملة. يمكن الوصول إلى موسوعة داخل اللعبة لتوثيق المعلومات المتعلقة بشخصيات اللعبة وتقنياتها. يمكن الوصول إلى رسائل البريد الإلكتروني الخاصة بالفيديو بأسلوب الرسوم المتحركة مع التعليقات الصوتية، وتشغيلها من خلال صندوق بريد إلكتروني خيالي. سيؤدي الحصول على جميع النهايات الخمس إلى فتح وضع محاكي المهمة (Mission Simulator)، والذي يسمح للاعب بإعادة تشغيل أي مهمة بأي طائرة وسلاح من اختياره.